# Odklizová elektrická lokomotiva

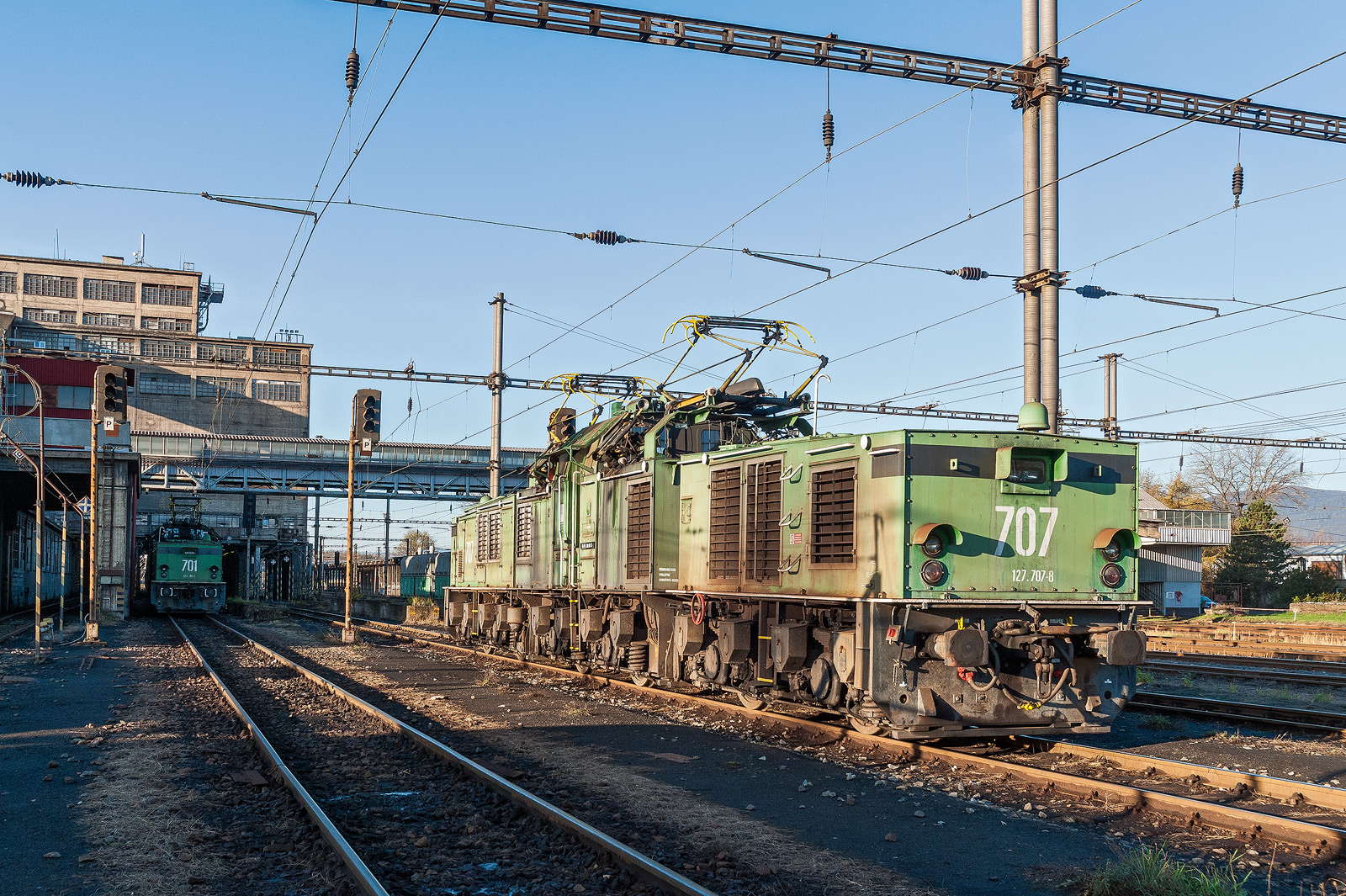
Dnes jediným typem provozovaných odklizových lokomotiv v Česku je typ 27E (řada 127).

Odklizová elektrická lokomotiva je typ elektrických lokomotiv, používaný obvykle v těžebních a důlních provozech. Jde o specializované stroje, určené k práci v nejtěžších důlních podmínkách, kde obvykle zajišťují přepravu skrývky, hnědého uhlí a dalších materiálů spojených s těžbou.

## Popis

### Konstrukce
Odklizové lokomotivy jsou obvykle řešeny maximálně účelně, s cílem dosáhnout co nejvyšší spolehlivosti a objemu přepraveného materiálu. Konkrétní použitý typ konstrukce závisí na přesném zamýšleném využití stroje:
- některé typy jsou stavěny jako vícedílné - celá lokomotiva se skládá z několika oddělených částí, navzájem spojených např. táhly či speciální tažnou vidlicí. Toto konstrukční řešení najdeme např. u lokomotiv typu 26E/Em a 27E (dnešní řada 127). Hlavním cílem je zajistit průjezdnost i po nekvalitním svršku v dolech - časté posouvání, přestavby tratí a změny nivelety zvyšují náchylnost k vykolejení
- může jít i o běžné stroje postavené na jednom rámu, ale patřičnými úpravami v oblasti pojezdu - opět jde v první řadě o zajištění bezpečné jízdy na nerovných důlních tratích (př. úzkorozchodné 17E)
- další typy konstrukcí - akumulátorová posunovadla s dálkovým ovládáním, stroje pro vedení pracovních vlaků apod.

Vzhledem k častým změnám směru jízdy mají lokomotivy výhradně jednu střední kabinu pro strojvedoucího; tímto odpadá nutnost zdlouhavého přecházení obsluhy mezi konci lokomotivy.

### Technika
Až na výjimky jde o lokomotivy elektrické, odebírající proud na napájení pomocí sběračů. Charakteristickým prvkem jsou pomocné boční sběrače - při manipulaci pod násypkami či na dalších místech, kde je technicky nemožné vést napájecí trolejové vedení v obvyklé poloze nad kolejemi, je přesunuto do boku vedle soupravy a odběr proudu zajišťují tyto sběrače. Díky nim mohou mít lokomotivy celkem až šest sběračů. Mezi další příslušenství patří např. signální zvony pro zvuková znamení na přejezdech a další.
Náročné sklonové poměry v lomech vyžadují vynikající trakční vlastnosti, proto jsou lokomotivy obvykle vyráběny jako velmi masivní a balastují se na vysokou hmotnost, umožňující dosáhnout potřebné adheze. Nápravová hmotnost u normálněrozchodných lokomotiv běžně přesahuje 25 tun - nejtěžší lokomotivy typu 26Em vážily až 180 tun (tj. 30 tun na nápravu). U úzkorozchodných lokomotiv jde o řádově menší hodnoty, ale stále jsou vyšší než u civilních lokomotiv stejného rozchodu (okolo 15 tun na nápravu). Dostatečný tah je zajištěn pomocí stejnosměrných elektromotorů, jenž pohání jednotlivá dvojkolí a jsou zapojeny trvale v sérii - u některých lokomotiv je paralelní zapojení mechanicky zablokováno. Výsledkem použití tohoto řešení jsou velmi vysoké tažné síly v nízkých rychlostech, které jsou v důlním provozu žádoucí.

## Vývoj

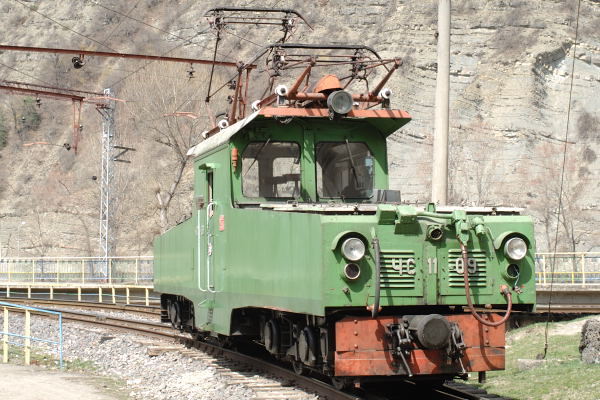
Lokomotiva řady ČS11 pro Gruzii, odvozené od původního typu 17E

Až do začátku 2. světové války byl provoz v podkrušnohorských hnědouhelných lomech zajišťován výhradně parními lokomotivami, které se obvykle jen velmi mírně lišily od běžných strojů, dodávaných do průmyslu. Nejstaršími specializovanými odklizovými lokomotivami na českém území se staly původem německé stroje z berlínské lokomotivky AEG. Rozhodnutí o jejich výrobě a dodání přišlo po začlenění mosteckých dolů do německého těžebního průmyslu a narůstající potřebě uhlí jakožto strategické suroviny během válečného konfliktu. Zařazeny do služby byly v letech 1942–1943 a proti parním lokomotivám přinesly značné zefektivnění a zrychlení provozu. Celkem bylo během války na Mostecko dodáno 24 lokomotiv dvou typů, které zde sloužily ještě dlouho poté - poslední kusy byly zrušeny až koncem 50. let. Novější typy již byly domácí produkce a hlavním výrobcem se stala plzeňská Škoda. První typy ještě vycházely z německých vzorů, později se ale přešlo na ryze tuzemskou konstrukci. Nejznámějším a nejúspěšnějším typem se staly stroje typů 26Em a 27E, vyráběné v letech 1972–1975 (26Em), resp. 1984–1985 a 1989 (27E) a původně odvozené od typu 26E, vyvíjeného ve Škodovce pro černouhelné doly v okolí Čeljabinsku. Dohromady bylo vyrobeno 180 kusů obou typů a po dobu více než 40 let zajišťují dopravu v lomech na Mostecku a Sokolovsku. Dnes jsou v provozu již jen stroje mladšího typu 27E a ve velmi omezeném počtu okolo 20 kusů v obou lokalitách.
V některých lokalitách byly v minulosti v provozu také úzkorozchodné dráhy, nejčastěji s rozchodem 760 nebo 900 mm. Hlavním provozovaným typem lokomotiv na soustavě 900 mm byly stroje 17E taktéž ze Škody, dodávané jednotlivým dolům v letech 1957–1966. Během postupného útlumu těžby od 80. let byly tyto provozy omezovány a rušeny; jako poslední zůstala v provozu síť drah v okolí Svatavy u Sokolova, kde provoz definitivně zanikl v květnu 2003. Poté byly tratě zrušeny a lokomotivy skončily až na několik výjimek v kovošrotu.

## Využití

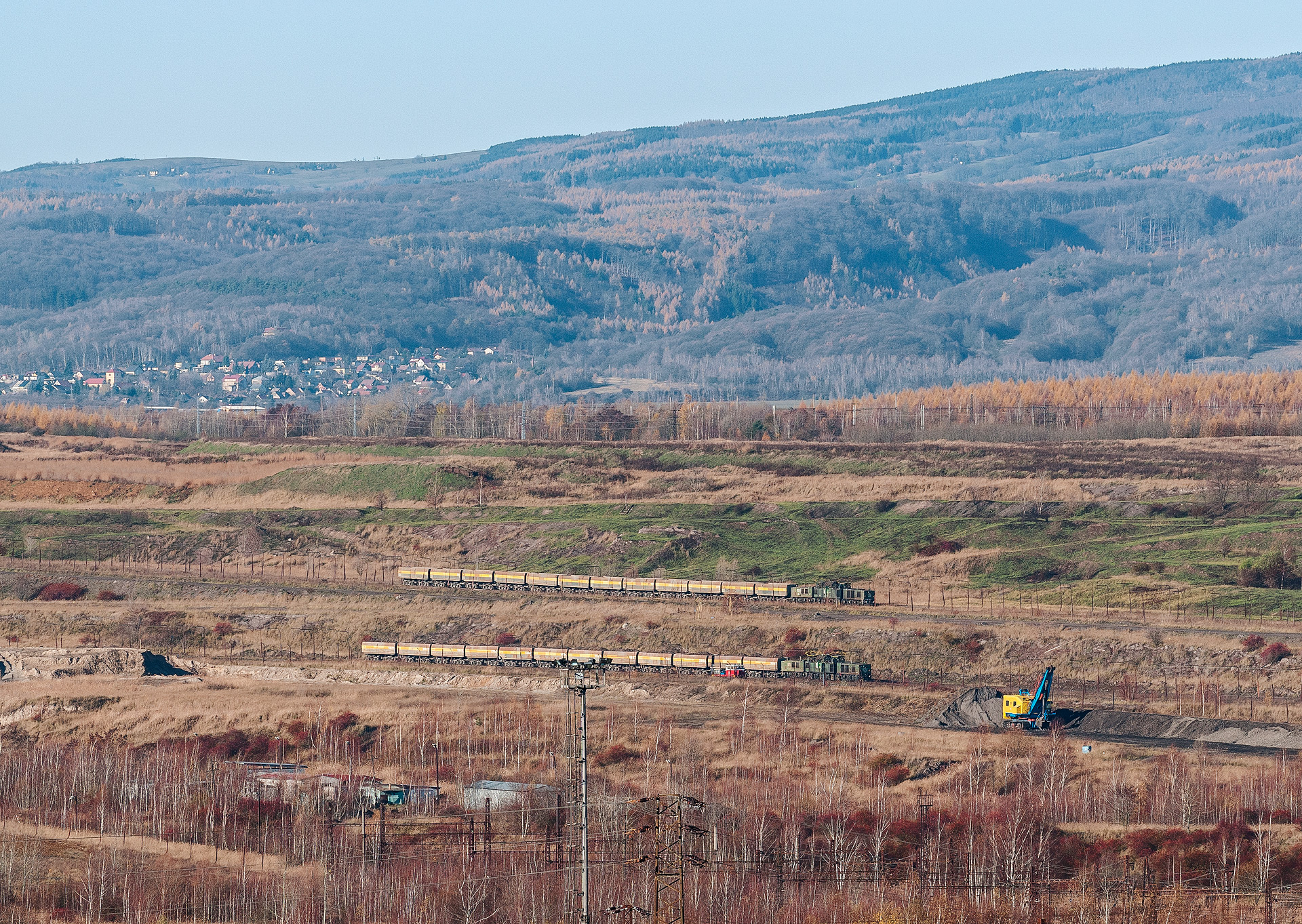
Lokomotivy typu 27E při práci v lomu Vršany

Stroje tohoto typu nacházejí největší využití v hnědouhelných lomech a přilehlém okolí, kde zajišťují veškerou kolejovou dopravu. Mezi nejdůležitější výkony patří doprava skrývky z těžebních polí k zakladačům, přeprava vytěženého uhlí do úpraven a drtíren uhlí, odvoz popílku z blízkých tepelných elektráren k uložení a případně zásobování odběratelů v blízkosti dolů již upraveným uhlím. V Česku jsou provozovány výhradně lokomotivy typu 27E, a to ve dvou lokalitách:
- Mostecko - lomy Vršany, Jan Šverma a ČSA
- Sokolovsko - lomy Jiří a Družba

### Mostecko
Na Mostecku jsou stroje nasazeny v dopravě skrývky z míst dolování k uložení na vytěžené dno lomu Vršany, surového uhlí z lomu ČSA do Úpravny uhlí Komořany a odvozu popílku z Elektrárny Počerady, Elektrárny Komořany a závodu Unipetrol RPA v Záluží u Litvínova.

### Sokolovsko
Díky postupně klesající těžbě v místních lomech je zdejší provoz již velmi omezen a definitivně by měl skončit okolo roku 2018. Největší díl práce pro místní lokomotivy je přeprava skrývky na Smolnickou výsypku a zásobování elektrárny Vřesová uhlím.

## Galerie

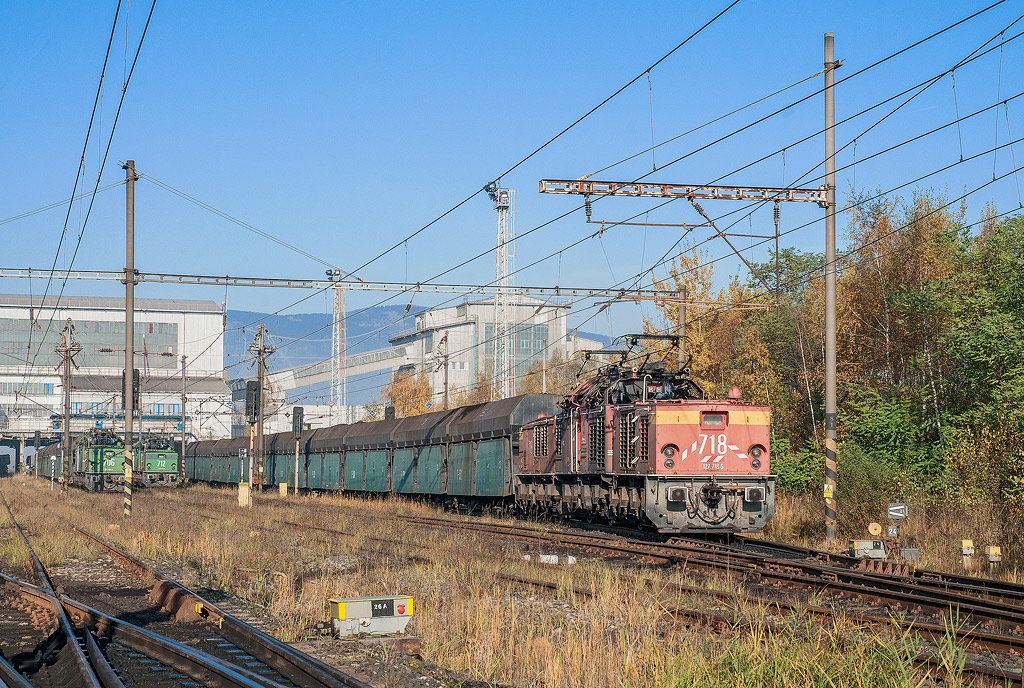
Lokomotiva 27E 718 na odjezdu se soupravou do Komořan
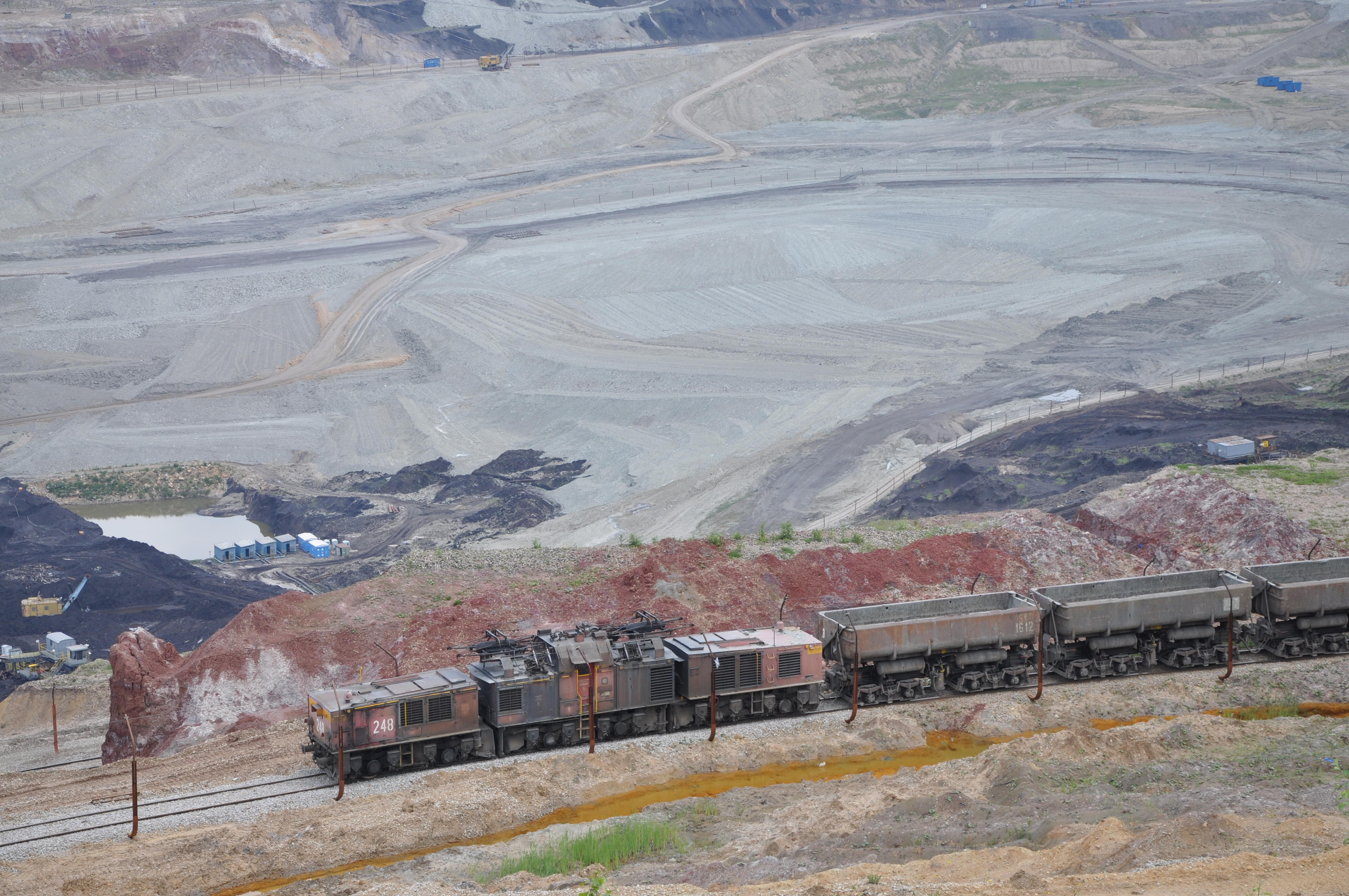
Stroj v provozu Sokolovské uhelné v lomu Družba
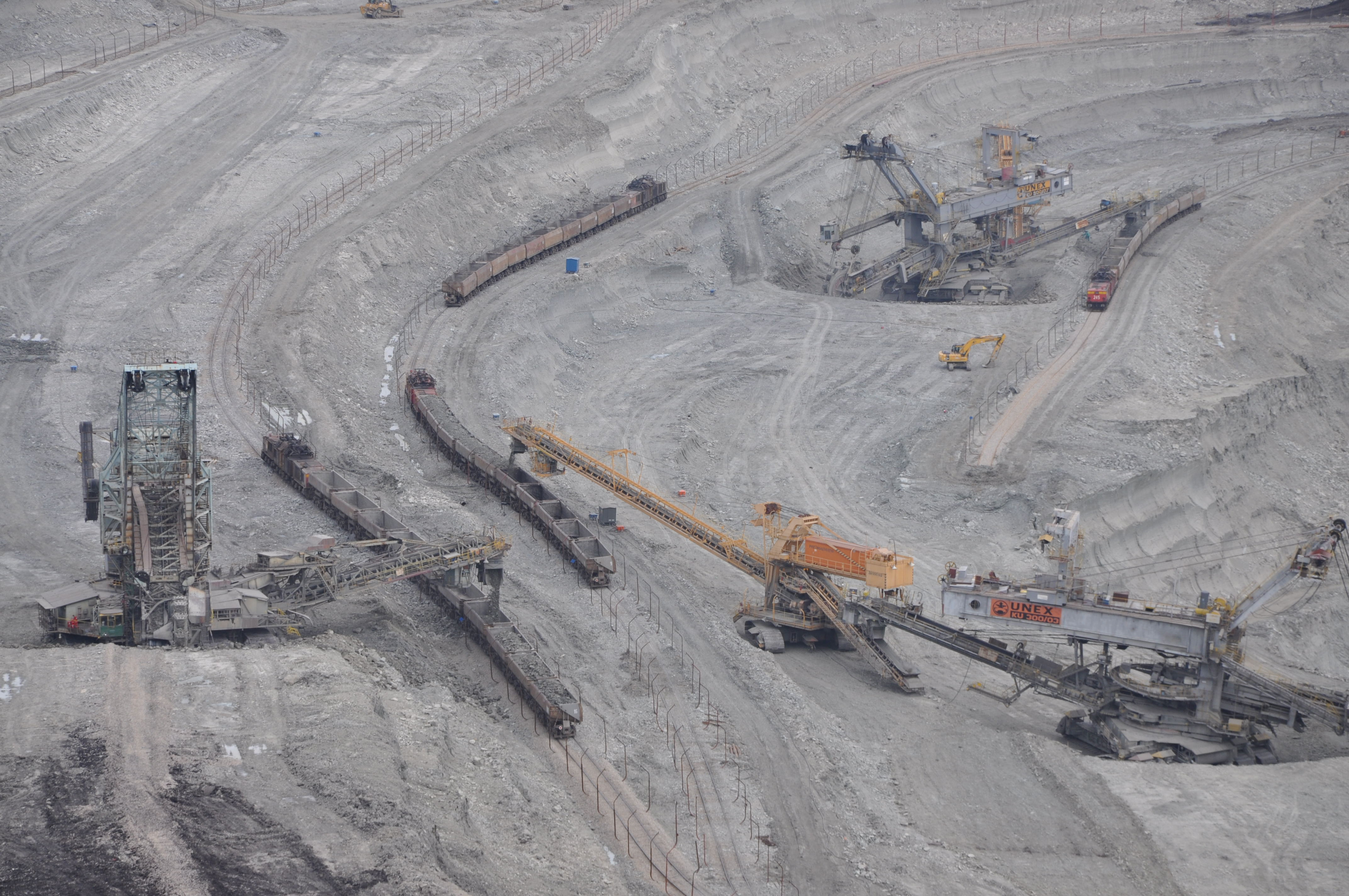
Čtveřice lokomotiv u zakladačů